# Maria Rosa Quario
Maria Rosa Quario, italijanska alpska smučarka, * 24. maj 1961, Milano.
Nastopila je na olimpijskih igrah 1980 in 1984, kjer je bila četrta in sedma v slalomu. Na svetovnih prvenstvih je leta 1982 osvojila peto mesto v slalomu. V svetovnem pokalu je tekmovala osem sezon med letoma 1979 in 1986 ter dosegla štiri zmage in še enajst uvrstitev na stopničke, vse v slalomu. V skupnem seštevku svetovnega pokala se je najvišje uvrstila na deveto mesto leta 1982, leta 1983 je osvojila tretje mesto v slalomskem seštevku.